# Sphaeradenia perangusta
Sphaeradenia perangusta är en enhjärtbladig växtart som beskrevs av R.Erikss. Sphaeradenia perangusta ingår i släktet Sphaeradenia och familjen Cyclanthaceae. Inga underarter finns listade.